# Марганецька міська територіальна громада
Марганецька міська територіальна громада — територіальна громада в Україні у Нікопольському районі Дніпропетровської області. Адміністративний центр — місто Марганець.
Площа громади — 201,32 км², населення — 50 051 мешканець (2018).
Утворена 29 листопада 2018 року шляхом приєднання Новокиївської сільської ради Томаківського району до Марганецької міської ради обласного значення.
Відповідно до Закону України «Про внесення змін до Закону України „Про добровільне об'єднання територіальних громад“ щодо добровільного приєднання територіальних громад сіл, селищ до територіальних громад міст республіканського Автономної Республіки Крим, обласного значення» громади, утворені внаслідок приєднання суміжних громад до міст обласного значення, визнаються спроможними і не потребують проведення виборів.

## Населені пункти
До складу громади входять 8 населених пунктів — місто Марганець, 2 селища (Максимівка та Мар'ївка) і 5 сіл: Вільне, Добра Надія, Іллінка, Новокам'янка, Новокиївка.